# Ytre Storevatnet
Ytre Storevatnet er en sø i Bykle kommune i fylket Agder i Norge. Søen er en del af Svartevatn-reservoiret til Sira-Kvina Kraftselskap.